# الدابودية (مصر)
يعود نسب «الدابودية» إلى قرية دابود، السكان الأصليين في محافظة أسوان، والذين تم تهجيرهم في أعقاب التعلية الأولى لخزان أسوان، وتوزعوا على عدة مناطق داخل المحافظة، وتمركزوا فيها مثل «السيل الريفى»، و«عزبة الحدود»، و«عزبة الدابودية» في «القارور»، و«غرب أسوان»، و«الشيخ فضل». وتعد أكبر قبيلة في نوبيو الكنوز.